# Кольо, това е...
Кольо, това е... е български документален филм, създаден от телевизия СКАТ, посветен на живота и творчеството на българския писател академик Николай Хайтов. Състои се от пет части, всяка от които разглежда отделен етап от житейския му път. Съдържа множество интервюта на близки, роднини и приятели на Хайтов, както и откъси от негови телевизионни участия.